# Le Stig

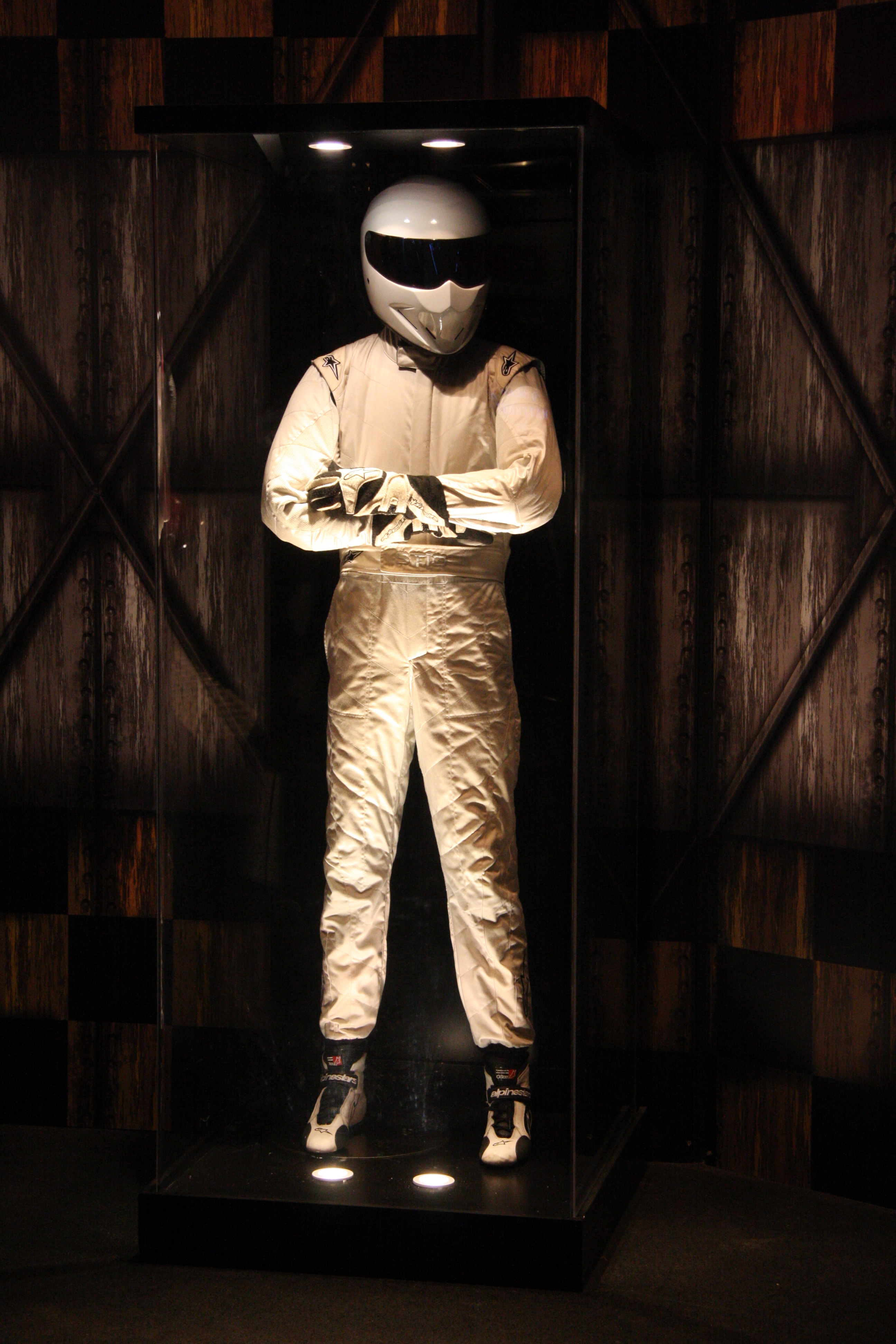
Le Stig.

Le Stig (en anglais « The Stig ») est le nom donné depuis 2002 au pilote anonyme de l'émission anglaise Top Gear de la BBC (mais aussi à partir de 2007 dans ses versions française, australienne, américaine, coréenne, chinoise et russe). Au générique, il est crédité comme un des animateurs, aux côtés de Jeremy Clarkson, James May et Richard Hammond (présentateur original et historique de Top Gear UK).
Les fonctions principales du Stig sur l'émission sont de réaliser sur la piste de l'émission de Dunsfold Park les temps de référence des voitures présentées, mais aussi de préparer et d'assister les invités hebdomadaires qui participeront à l'émission dans le segment Star in a Reasonably-Priced Car (« Star dans une voiture petit budget »). Il participe occasionnellement à d'autres séquences.
Le Stig porte un casque à visière opaque, il ne parle jamais. Le public, ainsi qu’une grande partie de l’équipe de tournage, est tenu dans l'ignorance de son identité réelle. Cet anonymat, associé à son comportement décalé et à ses talents de pilote, ont contribué à sa renommée. Les noms de plusieurs grands pilotes ont été suggérés au fil du temps, Fernando Alonso déclarant même : « Qui que ce soit dans cette voiture, c’est un sacré bon pilote… Je n’ai aucune idée de qui ça peut être, mais c’est assurément un ancien pilote de F1. »
Durant la première émission de la treizième saison (première diffusion sur BBC2 : dimanche 21 juin 2009), après avoir établi un temps au volant d'une Ferrari FXX, le Stig a enlevé son casque pour la première fois, révélant enfin un visage : Michael Schumacher. Un porte-parole de l'émission confirmera que Schumacher était bien le Stig lors de cet essai de la Ferrari (tournant sept secondes plus vite que jamais auparavant) mais que l'identité du vrai Stig « resterait un mystère ».

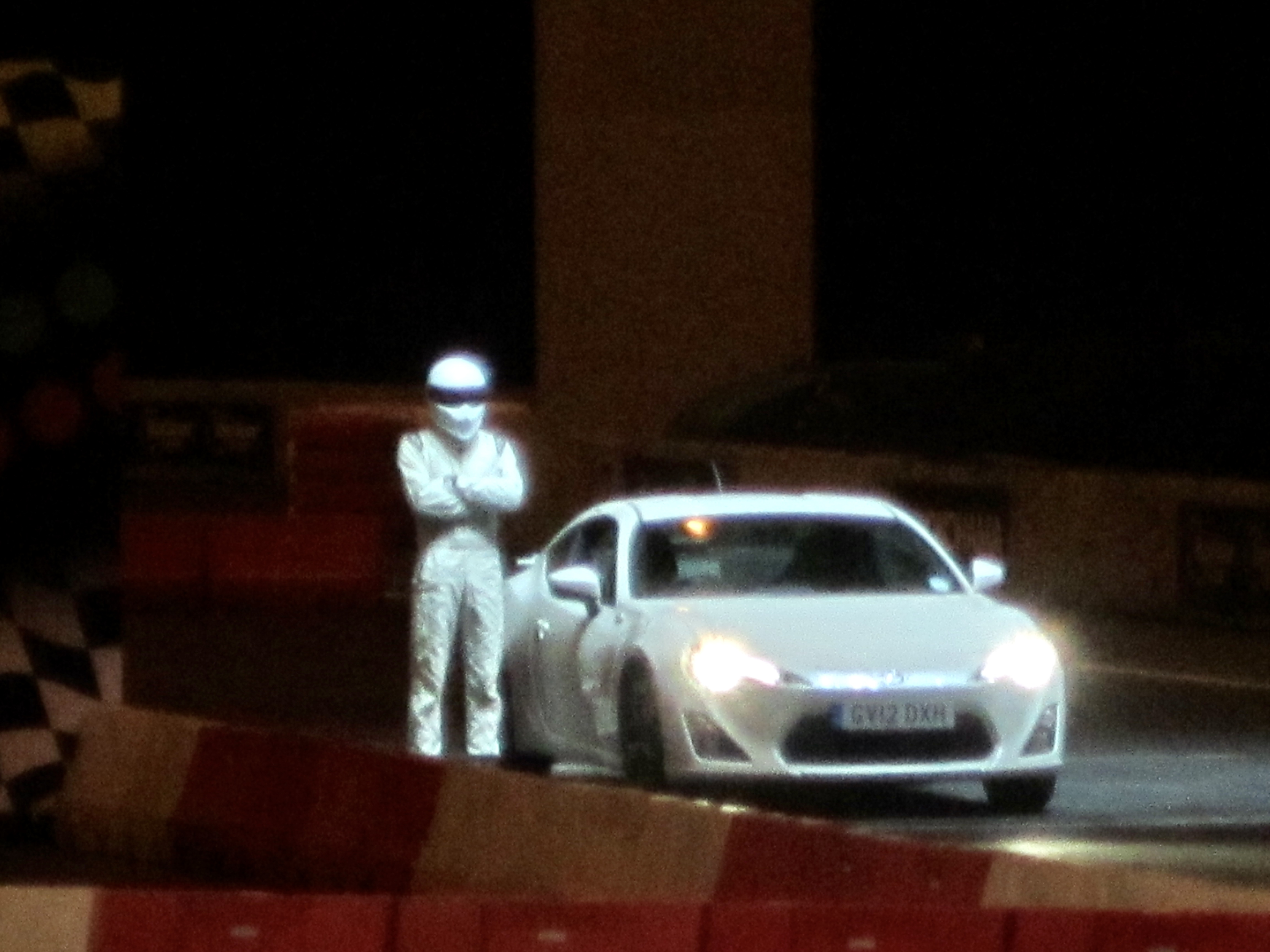
Le Stig dans Top Gear Live.

Le premier Stig, Perry McCarthy, a participé en 2002-2003  aux deux premières saisons, et la production, à la suite de sa révélation qu’il était le Stig, l’a fait disparaître dans le 1er épisode de la saison 3 sautant d’un porte-avions dans une Jaguar XJS de 500 ch lancée à 175 km/h.
Début septembre 2010, à la suite d'un désaccord entre la BBC et le Stig, il apparait que le Stig était, depuis 2003 pour les saisons 3 (2ème épisode) à 15, Ben Collins, pilote et cascadeur, doublure de Daniel Craig dans les derniers James Bond,.  
Le successeur de Ben Collins est Phil Keen de 2010 à 2022.